# ورگملی
ورگملی (به ایتالیایی: Vergemoli) یک کومونه در ایتالیا است که در استان لوکا واقع شده‌است.

## خصوصیات
ورگملی ۲۷٫۳ کیلومترمربع مساحت و ۳۷۱ نفر جمعیت دارد و ۶۱۹ متر بالاتر از سطح دریا واقع شده‌است.